# وسترن سبرينغ (إلينوي)
وسترن سبرينغ (بالإنجليزية: Western Springs, Illinois)‏ هي قرية تقع في الولايات المتحدة في إلينوي. يقدر عدد سكانها بـ 12,975 نسمة .

## الموقع الجغرافي
الموقع الجغرافي للمناطق المحيطة بهذه النقطة هو كالتالي:

## أعلام
- جيك إليوت
- باول جي. هوفمان
- جوناثان فرانزن
- تايلور دايفز